# Jean-Marc Mousson
Pour les articles homonymes, voir Mousson (homonymie).
Jean Marc Samuel Isaac Mousson, né le 17 février 1776 à Morges et mort le 21 juin 1861 à Zurich, est une personnalité politique suisse, premier chancelier sous la Confédération des XXII cantons de 1814 à 1830.

## Biographie
Jean-Marc Mousson est le fils d’un pasteur, issu d'une famille de huguenots, originaire du village du Mas-d'Azil en Ariège (France), dont les membres se réfugièrent sur la rive vaudoise du Léman, à Morges, à la révocation de l'édit de Nantes par Louis XIV. Il suit ses études à l'académie de Lausanne, puis à l'Université de Tübingen d'où il est diplômé comme docteur en droit en 1796, avant de devenir avocat. Tout d'abord député de Bursins à l'assemblée provisoire du Pays de Vaud en janvier 1798, il devient le secrétaire de l'assemblée puis, dès juin 1798, secrétaire général du directoire de la République helvétique à Aarau.
En 1803, il est engagé comme secrétaire particulier du landamman Louis d'Affry. La même année – il n’a alors que 27 ans – il est élu par la Diète chancelier de la Confédération ; il est le premier et le plus jeune Suisse de tous les temps à exercer cette haute fonction. Bientôt le brillant chancelier sera considéré comme le « véritable landamman de la Suisse », à savoir le chef du gouvernement.
Sans nourrir d’ambition politique, Mousson s’est donné corps et âme à sa charge à un moment clé de l'histoire de la Suisse. En se situant au-dessus des partis, ne voulant que le bien de son pays, Jean-Marc Mousson, par sa rectitude morale aussi, a acquis une stature d’homme d’État. Il reste à ce poste jusqu'à son départ à la retraite en 1830, traversant successivement la période de l'acte de médiation jusqu'en 1815, ainsi que celle de la Restauration.
De septembre 1833 à janvier 1834, il est greffier du tribunal arbitral pour les affaires de Bâle, avant de se retirer à Zurich d'où il continue jusqu'à sa mort à participer au débat politique fédéral. Pendant sa carrière, il est nommé bourgeois d'honneur de Zurich (en 1816) et de Berne (en 1821). Il est décoré par François Ier, empereur d'Autriche, des ordres de Saint-Étienne de Hongrie (en 1815) ainsi que de l'Aigle rouge de Prusse (en 1817), par Frédéric Guillaume IV, roi de Prusse.
Durant la guerre du Sonderbund en 1847, il prend le parti des conservateurs contre les libéraux confédérés.
Il passe les 20 dernières années de sa vie (1841-1861), à Zurich, à "Zur Schonau", la magnifique propriété de son fils Heinrich, avec vue sur la ville, le lac et les Alpes. Au cours de sa carrière, il a rencontré Bonaparte, puis le même en Napoléon, Talleyrand, Pictet de Rochemont, Capo d'Istria, Sir Stratford Canning, les landamans d'Afro et de Watteville… En 2012, Morges, sa ville natale, l’honore par une plaque à son nom.
Son fils Heinrich exerce la fonction de secrétaire d’État de la Confédération entre 1830 et 1833. Il épouse Régula Dorothéa von Wyss, fille de David von Wyss, bourgmestre de Zurich de 1814 à 1832. Heinrich succède à son beau-père et devint lui-même bourgmestre du canton de Zurich (1840-1845), et président de la Diète fédérale.
Le fils de Henrich Mousson, Rudolf Heinrich, épouse Anna von May, qui est la petite-fille de Hans Caspar Escher vom Glas et d'Anna von Muralt. Hans Caspar Escher est le fondateur (1805) du plus grand atelier mécanique de Suisse qui devint l'entreprise mondialement connue Escher, Wyss & Cie.
Le second fils de Jean-Marc Mousson, Albert, est un scientifique, titulaire de la chaire de physique de l'Université de Zurich, et le premier à occuper celle de l'École polytechnique fédérale qui est créée en 1855. Outre l'écriture de nombreux ouvrages scientifiques, il avait une passion : les coquillages Albert Mousson (en).

## Sources
- Chancellerie fédérale, « Jean Marc Samuel Isaac Mousson (chancelier de 1803 à 1830) » (consulté le 30 octobre 2007)
- « Jean-Marc Mousson » dans le Dictionnaire historique de la Suisse en ligne.
- Maryse Oeri von Auw et Georges Andrey, Marc Mousson 1776-1861 : premier Chancelier de la Confédération suisse, Cabédita, 2012, 254 p. (ISBN 9782882956507)